# Gobiopsis
Gobiopsis is een geslacht van straalvinnige vissen uit de familie van grondels (Gobiidae). Het geslacht werd voor het eerst wetenschappelijk beschreven in 1860 door Franz Steindachner.

## Soorten
- Gobiopsis angustifrons Lachner & McKinney, 1978
- Gobiopsis aporia Lachner & McKinney, 1978
- Gobiopsis arenaria (Snyder, 1908)
- Gobiopsis atrata (Griffin, 1933)
- Gobiopsis bravoi (Herre, 1940)
- Gobiopsis canalis Lachner & McKinney, 1978
- Gobiopsis exigua Lachner & McKinney, 1979
- Gobiopsis macrostoma Steindachner, 1861
- Gobiopsis malekulae (Herre, 1935)
- Gobiopsis namnas Shibukawa, 2010
- Gobiopsis pinto (Smith, 1947)
- Gobiopsis quinquecincta (Smith, 1931)
- Gobiopsis springeri Lachner & McKinney, 1979
- Gobiopsis woodsi Lachner & McKinney, 1978